# Aplocheilichthys omoculatus
Aplocheilichthys omoculatus é uma espécie de peixe da família Poeciliidae.
É endémica da Tanzânia.
Os seus habitats naturais são: pântanos.